# Ховеруд
Ховеруд (швед. Håverud) — это небольшая деревня в лене Вестра-Гёталанд в Дальсланде, Швеция. Рядом с деревней проходит у Дальсландский канал и его акведук.
В деревне в 2015 году проживало 124 человека.

## История
В 1864 году был начат, а в 1868 году завершён Дальсландский канал. Его автором был Нильс Эриксон. Но из-за сложных почвенных условий в Ховеруде построить там обычный шлюз не представлялось возможным. Скалы были рыхлыми, течение сильным, а обрыв слишком крутым. Поэтому Нильс Эриксон решил построить акведук, представлявший из себя свободно висящий над порогами мост заполненный водой.
Первым судном, прошедшим шлюзы в Ховеруде, был галеас «Вильгельм». 
Строительство акведука было завершено Нильсом Эриксоном в 1868 году. Через акведук перекинуты автомобильный и железнодорожный мосты.
Три судоходные компании осуществляют пассажирские перевозки через Ховеруд. Это суда «Дальсландия», «Сторхольмен» и «Нильс Эриксон».

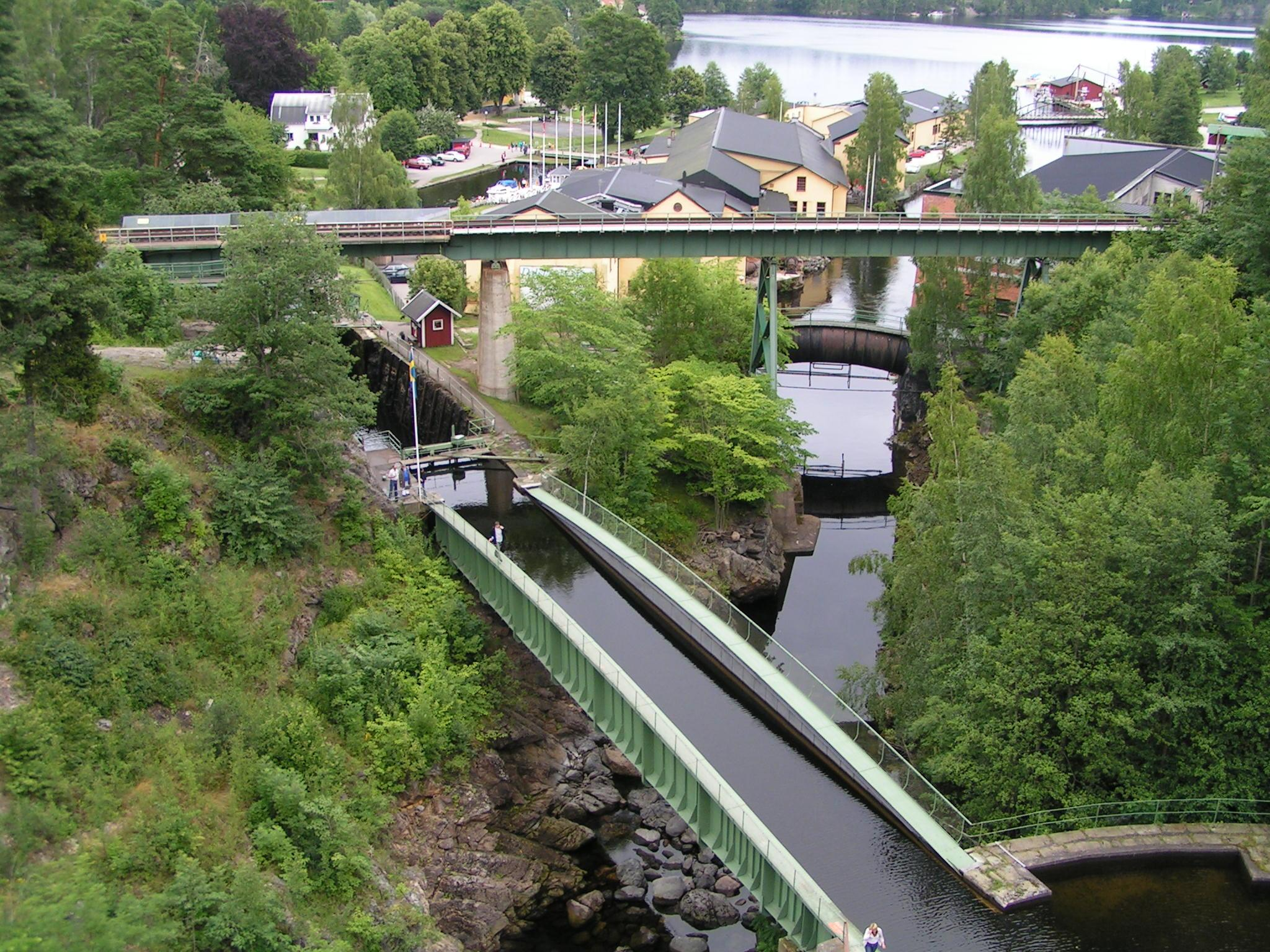
Акведук в Хаверде (2004)

Музей канала в Ховеруде рассказывает историю детей, женщин и мужчин и их жизни вдоль рек, озёр и Дальсландского канала, начиная с фермерства XIX века и заканчивая современными бумажными фабриками. В музее созданы аутентичные условия, демонстрирующие жизнь в различные эпохи.
Ещё в 1860-е вместо акведука предлагали построить железную дорогу. 
Железнодорожный мост принадлежит железной дороге Дал-Вястра-Вермланд и был построен в 1925 году. Автомобильный мост (Håverudsbron) датируется 1987 годом и заменил более старый аналогичный мост 1938 года. Мост был удостоен «Премии красивых дорог 1992 года» — приза Шведской дорожной администрации за самую красивую недавно построенную или реконструированную дорогу.
Ховеруд получил собственное почтовое отделение 11 апреля 1918 года, первое название — Хофверуд. Почтовое отделение было закрыто 30 января 1971 года; после этого ближайшим почтовым отделением было Mellerud 2 в Осенсбрюке.